# تمر كنتة
الكنتة، بكسر الكاف وسكون النون وفتح التاء، وهي أحد أنواع التمور التي تنتجها الواحات التونسية. وهي غير الكنتيشي، إذ تمتاز الكنتة بليونة تمرها. ويميل لونها إلى الصفرة. وتنضج في شهر سبتمبر عادة. وهي من الانواع التي يقع تسويقها، لانها من الانواع الجيدة ولا تفوقها في الجودة الا الدقلة والفطيمي.

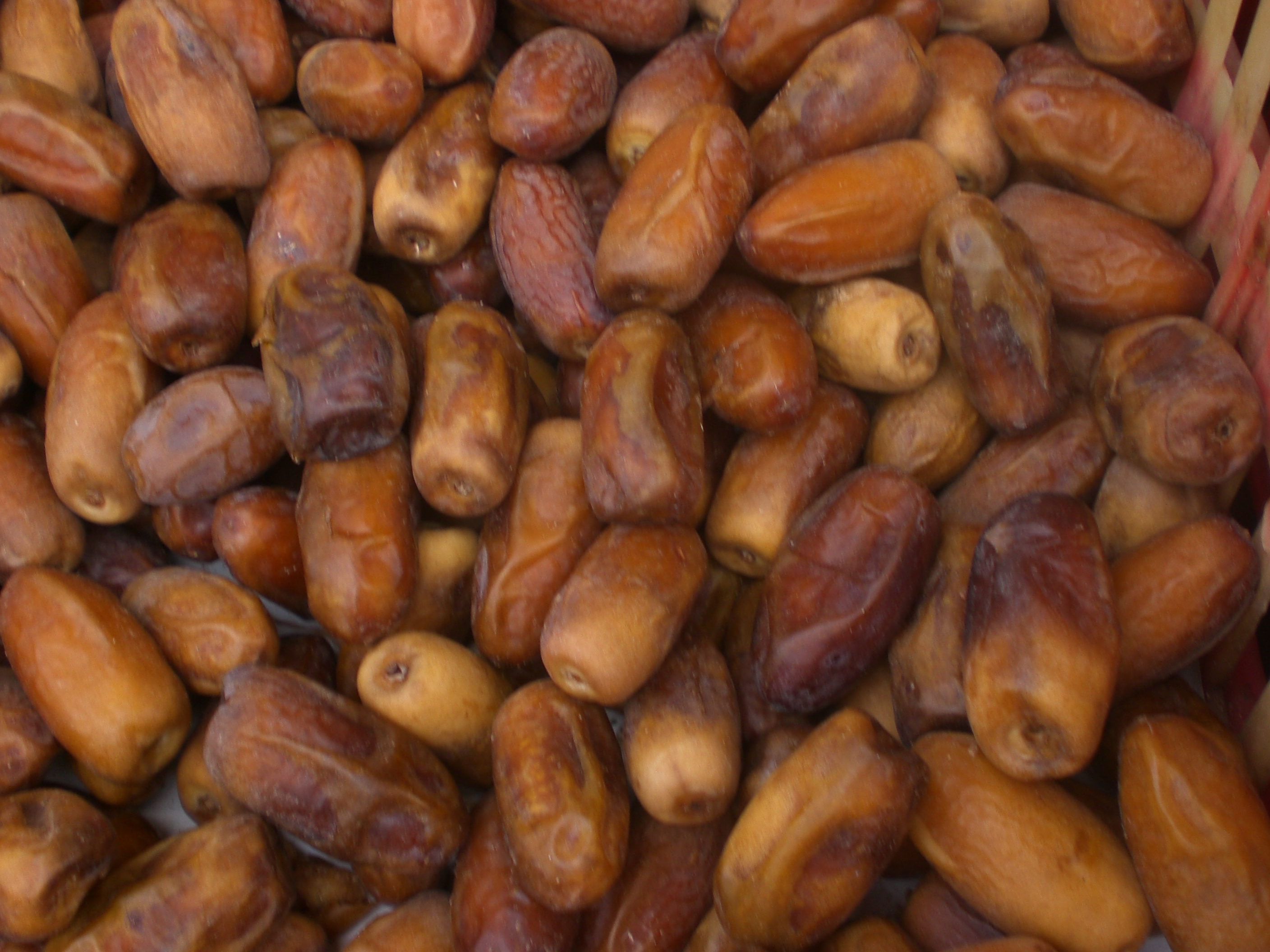
تمر الكنتة
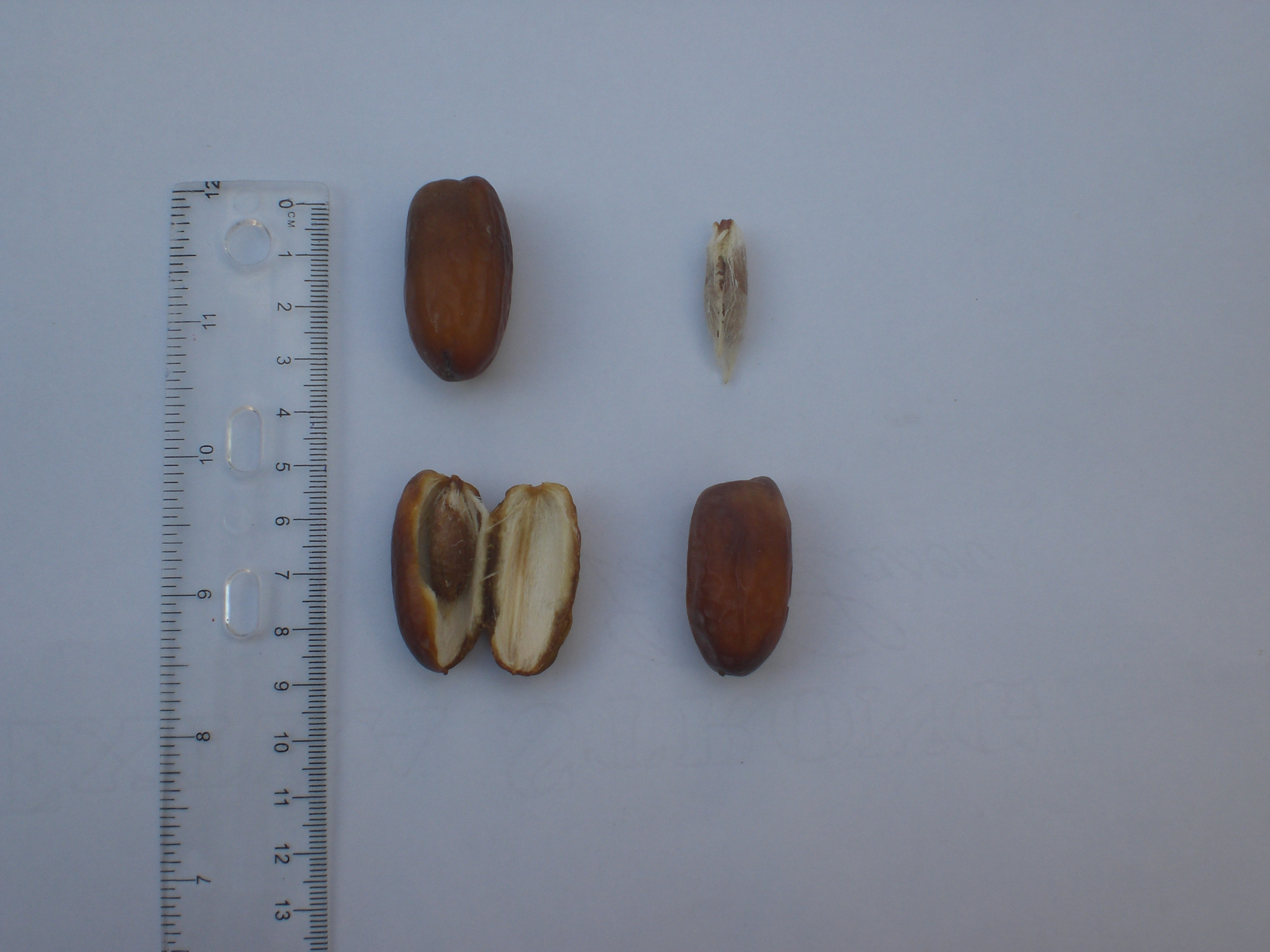
تمر الكنتة ونواته